# بايرن ميونخ موسم 2025–26
موسم 2025–26 هو الموسم الـ127 في تاريخ بايرن ميونخ ، والموسم الحادي والستين على التوالي للنادي في الدوري الألماني لكرة القدم. بالإضافة إلى الدوري المحلي، سيشارك النادي هذا الموسم في بطولات كأس ألمانيا وكأس السوبر الألماني ودوري أبطال أوروبا.
سيكون هذا الموسم هو الأول منذ موسم 2007–08 بدون الأسطورة المخضرم والفائز بكأس العالم توماس مولر، بعد أن فاز بـ34 كأسًا رئيسيًا في مسيرته، مما جعله لاعب كرة القدم الألماني الأكثر تتويجًا على الإطلاق.